# Municipio de Foster (Arkansas)
El municipio de Foster (en inglés: Foster Township) es un municipio ubicado en el condado de Randolph en el estado estadounidense de Arkansas. En el año 2010 tenía una población de 665 habitantes y una densidad poblacional de 14,86 personas por km².

## Geografía
El municipio de Foster se encuentra ubicado en las coordenadas 36°20′38″N 90°58′48″O / 36.34389, -90.98000. Según la Oficina del Censo de los Estados Unidos, el municipio tiene una superficie total de 44.74 km², de la cual 44,71 km² corresponden a tierra firme y (0,08 %) 0,04 km² es agua.

## Demografía
Según el censo de 2010, había 665 personas residiendo en el municipio de Foster. La densidad de población era de 14,86 hab./km². De los 665 habitantes, el municipio de Foster estaba compuesto por el 97,59 % blancos, el 0,15 % eran afroamericanos, el 0,15 % eran amerindios, el 0,15 % eran de otras razas y el 1,95 % eran de una mezcla de razas. Del total de la población el 1,65 % eran hispanos o latinos de cualquier raza.